# Vallo di Diano
Il Vallo di Diano (anche nella forma Valdiano) è una fertile conca di origine tettonica, la cui ampia fascia pianeggiante di fondovalle è posta tra i 450 e i 480 m s.l.m., nel sud della regione Campania al confine con la Basilicata, parte della regione storica della Lucania.
Prende il nome da Dianum, antico nome romano di Teggiano.
È composto da 15 comuni della provincia di Salerno e conta 60 319 abitanti.

## Geografia fisica
Il Vallo di Diano è delimitato a nord dalla stazione idrometrica di Molino-Maltempo di Polla, dalle catene montuose della Maddalena (a est), del Cilento e degli Alburni (a ovest). Nel Pleistocene era occupata da un lago.

### Sismicità
Il Vallo di Diano costituisce un distretto sismico. Tra gli eventi più distruttivi si cita il terremoto del 1561 che provocò diverse centinaia di morti, non soltanto nel Vallo di Diano ma anche nel resto del Principato Citra e nel limitrofo giustizierato di Basilicata.

### Clima
Il clima del Vallo di Diano è quello tipico delle conche appenniniche con marcate escursioni termiche giornaliere specie al piano, dove d'inverno, nelle nottate serene e con calma di vento, la temperatura scende facilmente sotto lo zero, mentre le zone collinari circostanti fanno registrare minime più elevate, per il fenomeno dell'inversione termica. Non sono rare anche le nebbie, che si possono manifestare in tutte le stagioni, anche se maggiormente in autunno-inverno. La piovosità media annua si aggira intorno ai 1000 millimetri, ma salendo di quota si raggiungono talora i 1800 mm, come ad esempio sui versanti del monte Cervati più esposti alle correnti umide provenienti da ovest-sud ovest. La neve fa la sua comparsa ogni anno sia al piano che, soprattutto, sulle colline circostanti. Sui monti che cingono la vallata generalmente la neve resiste fino alle soglie della primavera.

## Storia
Per la sua posizione geografica è una zona di transito obbligata con l'estremo sud Italia, per questa ragione i Romani vi tracciarono nel 128 a.C. la via Popilia-Annia e i Visigoti di Alarico la percorsero durante l'invasione del 410 d.C.

## Monumenti e luoghi d'interesse

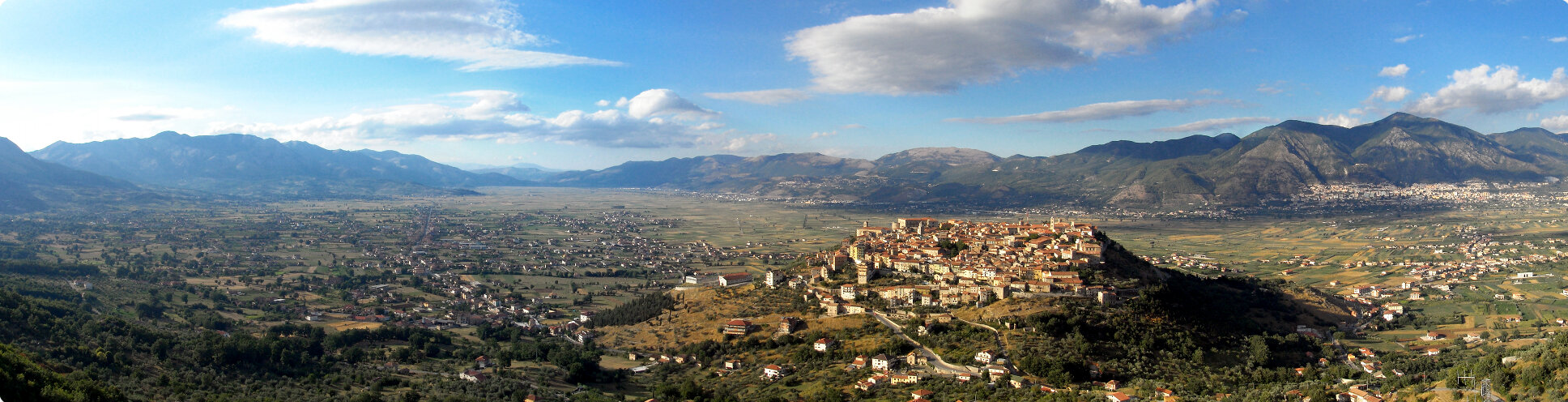
Panorama

Tra i monumenti più importanti vi sono la Certosa di Padula, le grotte di Pertosa e il centro storico di Teggiano, quest'ultima nota come la città-museo; altri luoghi di notevole interesse sono la valle delle orchidee di Sassano, il battistero e la Chiesa madre di Padula, la piazza di Sant'Arsenio e il monte Carmelo, il convento di Sant'Antonio a Polla.
Notevoli anche le risorse naturali quali il monte Cervati (1898 m s.l.m.), la cui vetta si può raggiungere attraverso un suggestivo itinerario che ha inizio dal borgo di Monte San Giacomo. La cima del monte Cervati, nel comune di Sanza, ospita un'interessante chiesetta nella roccia dedicata alla "Madonna delle neve" la quale da secoli, nella prima settimana di agosto, è meta di pellegrinaggi.

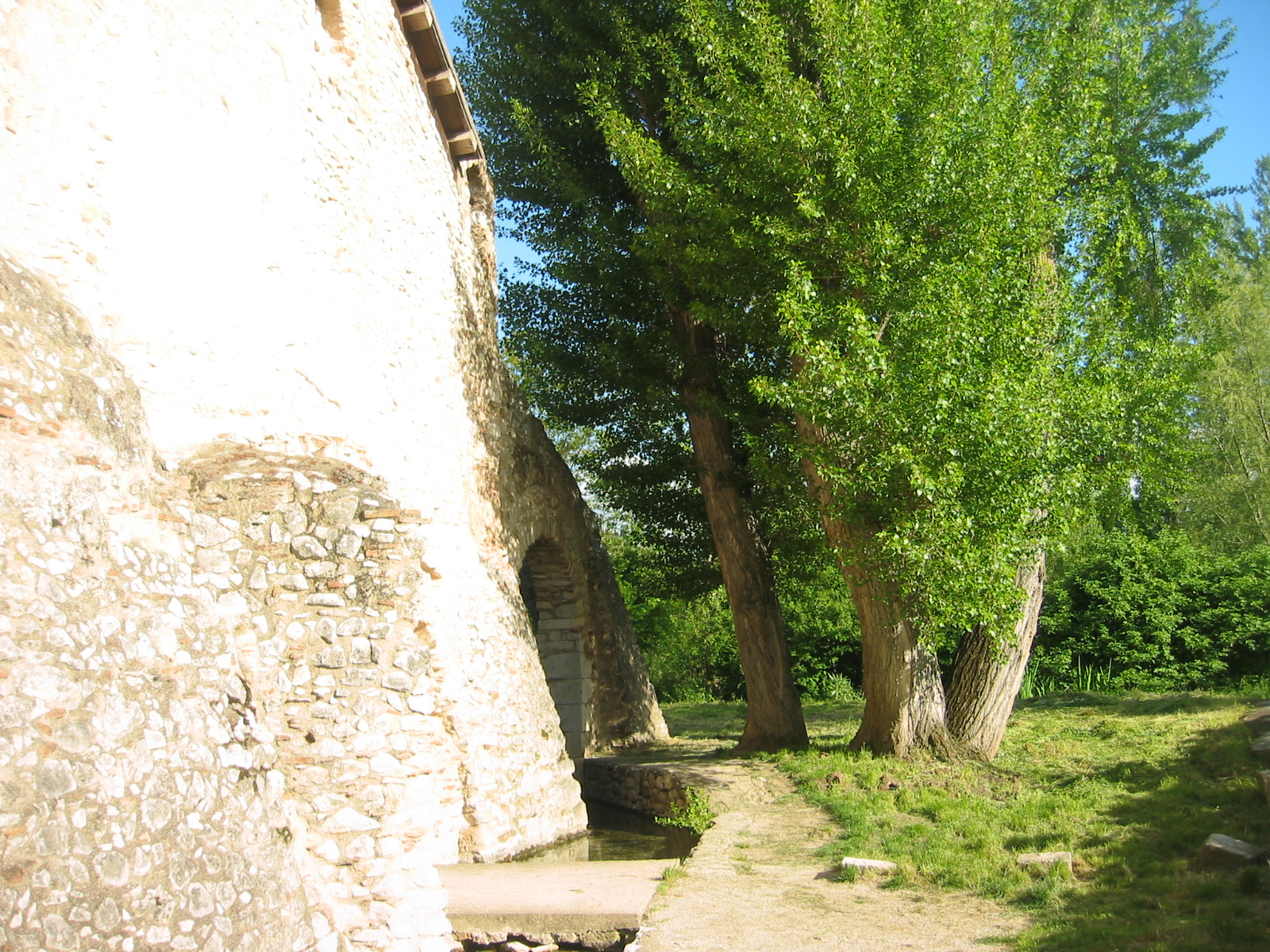
Località Fonti, battistero di San Giovanni

Il Vallo di Diano ottenne un primo riconoscimento nel giugno 1997, con l'inserimento nella rete delle Riserve della biosfera del Mab-UNESCO (dove Mab sta per "Man and biosphere"), mentre al 1998 risale il suo inserimento nella lista dei patrimoni dell'umanità dell'UNESCO.

## Comuni
Il Vallo di Diano è composto da 15 comuni con una popolazione complessiva di circa 60 000 abitanti.
Il comune di Sala Consilina, centro cittadino di quasi 15 000 abitanti, è il più popoloso del Vallo di Diano, seguono: Montesano sulla Marcellana, Teggiano, Padula, Polla e Sassano, sopra i 5 000 abitanti.
A Polla ha sede l'ospedale. Atena Lucana invece ha la più estesa zona industriale. Sassano è rinomata per le sue orchidee e i prodotti lattiero-caseari.
I comuni che fanno parte geograficamente del Vallo di Diano sono i seguenti:
- Atena Lucana
- Auletta
- Buonabitacolo
- Caggiano
- Casalbuono
- Monte San Giacomo
- Montesano sulla Marcellana
- Padula
- Pertosa
- Polla
- Sala Consilina
- San Pietro al Tanagro
- San Rufo
- Sant'Arsenio
- Sanza
- Sassano
- Teggiano

I comuni presenti sul territorio si sono riuniti nella Comunità Montana Vallo di Diano.

## Cultura

### Cucina
Il "carciofo bianco di Pertosa" è un ortaggio tipico del nord del Vallo di Diano che cresce nei comuni di Pertosa, Caggiano, Auletta e Salvitelle.
Gli altri prodotti tipici sono: 
- cipolla rossa ramata di San Pietro al Tanagro
- patata rossa di Padula[7]
- bicchinotto tipico di Teggiano
- tunnuliddo
- polpette di pane padulese
- patan' e cicc sangiacomesi
- pane cuotto e fagioli tipico di Buonabitacolo

### Eventi
A rotazione tra i vari Comuni del Vallo di Diano, solitamente nel mese di luglio, viene svolto il Toko Film Fest, festival internazionale di cinema e cultura.
Altro evento di spicco è il Padula MOB Festival che si tiene a Padula, di solito il primo sabato di agosto.

## Infrastrutture e trasporti
Il Vallo di Diano è attraversato dall'autostrada A2 disponendo delle uscite di Polla, Atena Lucana, Sala Consilina e Padula-Buonabitacolo.
Era presente anche la ferrovia Sicignano degli Alburni-Lagonegro, sospesa dal servizio nel 1987 per consentire l'elettrificazione della linea Battipaglia-Potenza, e mai più riaperta. La tratta risulta soltanto in alcuni punti ancora armata con segnali, stazioni abbandonate, scambi e pochi binari ancora più o meno intatti al loro posto che per la maggior parte del tracciato sono stati rimossi.